# فرودگاه شهرستان مونتگومری، کارولینای شمالی
فرودگاه شهرستان مونتگومری (به انگلیسی: Montgomery County Airport) یک فرودگاه همگانی بهره‌برداری هوایی است که یک باند فرود آسفالت دارد و طول باند آن ۱۲۲۰ متر است. این فرودگاه در کشور ایالات متحده آمریکا قرار دارد و در ارتفاع ۱۹۱ متری از سطح دریا واقع شده‌است.